# アンタークティック・プレス
アンタークティック・プレス（Antarctic Press）は、サンアントニオに拠点を置くコミック・ブック出版社で、「アメリマンガ」（Amerimanga）スタイルの漫画本を出版している。
1985年に設立され、これまでに850以上の作品を出版し、総発行部数は500万部を超えている。この出版社の理念は「世界で最も「クール」なクリエイター所有のコミックを出版すること」であり、これが社名の由来ともなっている。共同創業者ベン・ダンの兄弟であるジョー・ダンが発行者を務めている。